# Bobby Scarr
Robert John Scarr, detto Bobby (Vancouver, 13 agosto 1926 – Vancouver, 16 febbraio 2001), è stato un cestista canadese.

## Carriera
Giocatore dei Thunderbirds della University of British Columbia, ha disputato le Olimpiadi 1948 con il Canada. Dopo la laurea, si è ritirato dall'attività sportiva; è scomparso nel 2001.